# Elizabeth Taylor (Malerin)
Elizabeth Taylor (* 8. Januar 1856 in Columbus, Ohio; † März 1932 in Wake Robin, Vermont, USA) war eine US-amerikanische Malerin, Botanikerin, Journalistin und Globetrotterin. Sie ist insbesondere auf den Färöern in Erinnerung, wo sie insgesamt zehn Jahre verbrachte und Mistela (Miss Taylor) genannt wird.

## Leben
Elizabeth Taylor, jüngste von fünf Töchtern des Konsul James Wickes Taylor (1819–1893), wuchs in Saint Paul (Minnesota) auf und studierte zunächst Malerei an der Art Students League of New York sowie in Paris an der Académie Colarossi und der Académie Julian.
In den 1880er und 1890er Jahren bereiste sie auf dem Nipigon River und dem Mackenzie River die Nordwest-Territorien Kanadas und Alaska, 1892 überschritt sie den Polarkreis. Der Bericht über ihre 3700 km lange Reise erschien 1894 mit eigenen Zeichnungen in der Zeitschrift Outing unter dem Titel A Woman Explorer in the Mackenzie Delta. Als Autodidaktin sammelte sie Pflanzen und Tiere für Museumssammlungen, so erhielt sie z. B. ein Dedikationsnamen für die Varietät Arenaria lateriflora L, var. Taylorae.  Es folgten Reisen nach England, wo sie eine Zeit lang lebte, Schottland, Frankreich, Island, Norwegen, Dänemark, Italien und Montenegro.
Über ihre Reisen berichtete sie in ausführlichen Korrespondenzen, ihre Artikel erschienen u. a. in den amerikanischen Unterhaltungsmagazinen Frank Leslie's Popular Monthly, Atlantic Monthly und Forest and Stream, Beiträge, die sie zu Lebzeiten nicht selbst in Buchform bringen konnte. Erst posthum veröffentlichte ihr Neffe James Taylor Dunn diese 1979 als The Far Islands and other cold places. Travel essays of a Victorian lady, das 1998 mit einem der Minnesota Book Awards ausgezeichnet wurde.
Ihr Nachlass wird in der Minnesota Historical Society bewahrt, dort wurde auch 1853 als Geburtsjahr angegeben.

## „Mistela“ und die Färöer
Elizabeth Taylor war in den Jahren zwischen 1895 und 1919 fünfmal auf den Färöern. Ihre beiden längsten Aufenthalte dauerten jeweils fünf Jahre: 1900 bis 1905 und 1914 bis 1919. Der zweite lange Aufenthalt war wegen des Ersten Weltkrieges länger als beabsichtigt, da es keine Möglichkeit für sie gab, ihren Reisepass per Post zu verlängern und sich auch kein Kapitän fand, der sie mit nach Amerika nehmen wollte.
Sie wohnte unter anderem auf Mykines, Viðareiði, Eiði und in Miðvágur.
Auf Viðareiði schloss sie Freundschaft mit der Pastorenfrau Flora Heilmann (1872–1943), der ersten bekannten Malerin auf den Färöern. Zusammen hatten sie einen nicht unbedeutenden Einfluss auf die entstehende färöische bildende Kunst. Sehr wahrscheinlich war es hier, wo Jógvan Waagstein seine künstlerischen Impulse bekam.
In Miðvágur wohnte Mistela im Hause Hans Kristoffer á Ryggi, dem Gartenbau-Pionier der Färöer, dessen Blumen-, Gehölz- und Baumkulturen sie stark beeindruckten. Hier brachte sie auch dem späteren naturwissenschaftlichen Autor Mikkjal á Ryggi (1879–1956) das Zeichnen bei. Er illustrierte in der Folge seine Bücher über die färöische Natur selber.
Den bedeutendsten Einfluss erlangte sie auf Eiði, als sie im Elternhaus Niels Kruses (1871–1953) wohnte. Er war der erste Landschaftsmaler der Färöer und Mistelas Schüler.

## Werke
- A Woman Explorer in the Mackenzie Delta. In: Outing. An illustrated monthly magazine of sport, travel and recreation. The Outing Company, New York/London. Volume XXV, 1894/1895, S. 44–55, 120–132, 229–235, 304–311. (archive.org).
- Elizabeth and the Far Islands. Ten years on the Faroes, Hrsg. James Taylor Dunn, Vorwort von John F. West. Marine on St. Croix, Minnesota, Eigenverlag, 1979 (Manuskript in der Landesbibliothek der Färöer, 233 S., Bilder).
- The Far Islands and other cold places. Travel essays of a Victorian lady, Hrsg. James Taylor Dunn. St. Paul, Pogo Press, Minnesota 1997, ISBN 1-880654-11-3 (305 S., Bilder; erweiterte Ausgabe des Manuskriptes, Artikel über die Färöer auf S. 128–295).
- Im Sturm auf Stóra Dimun gefangen. In:  TJALDUR. (Mitteilungsblatt des Deutsch-Färöischen Freundeskreises). 20/1998, S. 40–47.
- Hans Kristoffers Garten (Übersetzung: Norbert B. Vogt). In: TJALDUR. 21/1998, S. 49–58.